# Taharana hardyi
Taharana hardyi är en insektsart som beskrevs av Nielson 1991. Taharana hardyi ingår i släktet Taharana och familjen dvärgstritar. Inga underarter finns listade i Catalogue of Life.